# Tachulfo de Turingia
Tachulfo de Turingia (su nombre puede verse escrito de diversas maneras: Thacholf, Thachulf, Thaculf, o Thakulf; fallecido el 1.º de agosto de 873) fue el duque de Turingia, actual Alemania, desde 849 hasta su muerte. Tuvo los títulos de comes (conde) y dux (duque) y gobernó sobre una marca. Puede que fuera hijo de Hadulfo, hijo de otro Thakulf.
Tachulfo fue colocado a cargo de la marca Soraba en 849 con el título de dux Sorabici limitis, se le dio un gobierno militar sobre los condes con tierras que bordeaban a los sorbios. Por su conocimiento de las costumbres eslavas, los sorbio le pidieron con la oferta de rehenes por la paz para protegerlos de la guerra de Ernesto, duque de Baviera. Pero había sido herido en batalla el día antes de la llegada de la embajada eslava de manera que no podía servirles de ayuda. Escondiendo su herida de los delegados eslavos, envió hombres a otros líderes de la hueste franca proponiéndoles un arreglo con los eslavos, pero los otros generales sospechaban un golpe por su parte para hacerse con el mando supremo del ejército, de manera que ignoraron a sus representantes y siguieron haciendo la guerra, siendo derrotados en el proceso. 
Según los Annales Fuldenses, en 858, un Reichstag que se celebró en Fráncfort bajo Luis el Germánico envió a tres ejércitos a las fronteras orientales para reforzar el sometimiento de las tribus eslavas. Carlomán fue enviado contra la Gran Moravia, Luis el Joven contra los obodritas y linones, y Tachulfo contra los sorbio, quienes rechazaban obedecerle. Los ejércitos de Carlomán y Luis enviaron en julio, pero no se sabe si Tachulfo alguna vez emprendió la campaña, pues los sorbio se rebelaron más tarde ese año y no parecen haber estado inquietos con anterioridad. Los Annales Fuldenses pueden estar equivocados sobre el tiempo en que Tachulfo ordenó enviar un ejército contra ellos.
Tachulfo murió en el verano de 873. Su muerte fue inmediatamente seguida por la rebelión de los sorbio, siuslos, y sus vecinos. La revuelta no fue aplastada hasta que Liutberto y Radulfo, el sucesor de Tachulfo, hicieron campaña en enero de 874.